# 奈倉次郎
奈倉 次郎（なぐら じろう、1872年5月〈明治5年4月〉- 1947年11月20日）は、日本の英文学者、英語教育者、翻訳家。山口高等商業学校（現・山口大学）教授、立教学校（現・立教大学）英語教授。多くの編著があり、英語教科書や青年英文学叢書など広く読まれた。

## 経歴
1872年5月（明治5年4月）、静岡県伊豆生まれ。兄は静岡県人・奈倉新一郎。
伊豆学校で学んだ後、東京へ出て、東京英語専修学校（立教大学の前身校の一つ）で修学する。
英国人アーサー・ロイド（立教学院総理）、米国人ジエーキンボル両氏に就いて英語及び英文学を修める。
1890年（明治23年）、郷里に戻って伊豆学校の英語教師となる。その後、再び東京へ出て、1891年（明治24年）、私立錦城学校英語専攻科を卒業。
1896年（明治29年）、築地の立教専修学校（現・立教大学）英語教授に就任。1900年（明治33年）、文検に合格し、商工学校講師を務める。
その後、山口高等商業学校（現・山口大学）の講師となり、1908年（明治41年）同校の教授に就任し、生徒監も務めた。
1912年（大正元年）に清国に出張を命じられる。
1916年（大正5年）にグレン・W・ショーが来日し山口高商に務めて同僚になると、奈倉はショーの翻訳を手助けする。中でも倉田百三『出家とその弟子』、菊池寛『籐十郎の恋』、二葉亭四迷『平凡』などの日本文学作品の翻訳には奈倉の協力が欠かせなかったという。
1921年（大正10年）に文部省留学生になり、1922年（大正11年）に英語及び英語教授法の研究のため英米へ留学した。
1932年（昭和7年）に退官。戦時中は三島の日本大学で教えた。
そのほか、1911年（明治44年）8級俸を下賜し、1915年（大正4年）正七位勲六等が授与された。

## 著書
- 『ネスフィールド氏第三英文典講義録』[7]上原書店 1900-1901
- 『A text book of dictation with homonyms, : for use in middle schools』松美堂、1903

### 翻訳
青年英文学叢書は英語と日本語の対訳形式の書籍で、国立国会図書館デジタルコレクションにも蔵書されている。
- 『ネスフィールド氏第二英文典直訳註釈』葛西又次郎共訳 上原書店 1901
- ワシントン・アーヴィング『三人姫[8]』菅野徳助共訳註 三省堂 青年英文学叢書 1906
- テニソン『アーサー王物語[9]』菅野徳助共訳註 三省堂 青年英文学叢書 1907
- チャールス・ラム『皇子ハムレット』菅野徳助共訳註 三省堂 青年英文学叢書 1907
- ジョナサン・スウィフト『ガリヴァー小人国旅行』菅野徳助共訳註 三省堂 青年英文学叢書 1907
- ジェームズ・ボルドウィン『クリートの迷宮[10]・アタランタ姫物語[11]』菅野徳助共訳註 三省堂 青年英文学叢書 1907
- アンダーセン『小九郎次大九郎次[12]・着道楽[13]』菅野徳助共訳註 三省堂 青年英文学叢書 1907
- ナザニエル・ホーソルン『金色王[14]』菅野徳助共訳註 三省堂 青年英文学叢書 1907
- ベンジャミン・フランクリン『出世暦[15]』菅野徳助共訳註 三省堂 青年英文学叢書 1907
- ワシントン・アーヴィング『新世界浦島物語[16]』菅野徳助共訳註 三省堂 青年英文学叢書 1907
- ハンス・アンダーセン『反魂鳥[17]・マッチ売』菅野徳助共訳註 三省堂 青年英文学叢書 1907
- チャールス・ラム『ヴェニスの商人』菅野徳助共訳註 三省堂 青年英文学叢書 1907
- ダニエル・デフォー『無人島日記[18]』菅野徳助共訳註 三省堂 青年英文学叢書 1907
- ナザニエル・ホーソルン『少年画師伝記物語[19]』菅野徳助共訳註 三省堂 青年英文学叢書 1907
- スーヴェストル『巴理屋根裏の哲人[20]』菅野徳助共訳註 三省堂 青年英文学叢書 1908
- チャールズ・ラム『オセロ』菅野徳助共訳註 三省堂 青年英文学叢書 1909
- コナン・ドイル『緑玉冠[21]』菅野徳助共訳註 三省堂 青年英文学叢書 1909
- ハンス・アンダルセン『嫌はれ者[22]』菅野徳助共訳註 三省堂 青年英文学叢書 1910
- チャールズ・ラム『ロメオとジュリェット』菅野徳助共訳註 三省堂 青年英文学叢書 1910
- 『アリババ物語』菅野徳助共訳註 三省堂 青年英文学叢書 1911
- 『伊蘇普物語[23]』 菅野徳助共訳註 三省堂 青年英文学叢書 1911
- ジェイムス・ボールドウィン『歴史物語[24]』菅野徳助共訳註 三省堂 青年英文学叢書 1911
- エドモンド・デ・アミーチス『クオレ』沢村寅二郎共譯註 三省堂 青年英文學叢書 1915
- マロック『理想の紳士』[25]澤村寅二郎共譯註 三省堂 青年英文學叢書 1915
- ロバート・バード[26]『仇を恩』澤村寅二郎共譯註 三省堂 青年英文學叢書 1916
- ディケンズ『デーヴィド・カッパフィールド』澤村寅二郎共譯註 三省堂 青年英文學叢書 1916
- 『逸事録 from readers』澤村寅二郎共譯註 三省堂 青年英文學叢書 1916
- アレクサンドル・デュマ『モンテ・クリストの伯爵』澤村寅二郎共譯註 三省堂 青年英文學叢書 1916
- コナン・ドイル『普佛戦争一夕話』澤村寅二郎共譯註 三省堂 青年英文學叢書 1917
- シェイクスピア『テムペスト』澤村寅二郎共譯註 三省堂 青年英文學叢書 1917
- マーク・トウェイン『道連れとなった社會矯風家[27]』澤村寅二郎共譯註 三省堂 青年英文學叢書 1919
- グレン・ダブリユー・シヨー[28]『新外郎』縦横社 1922
- ジイ・ロウズ・ヂッキンスン『支那の一官吏より欧米人に与ふる書 西洋文明の東洋的見解』[29]北星堂書店 1925
- テニスン『イノック・アーデン[30]』澤村寅二郎共譯註 研究社 1927